# Nérites
Nérites (em grego: Νηρίτης), na mitologia grega era uma divindade menor da água, filho de Nereu e Dóris e irmão das cinquenta nereidas (aparentemente o único filho do sexo masculino). Ele é descrito como um jovem garoto de beleza deslumbrante. Segundo Cláudio Eliano, Nérites nunca foi mencionado por poetas épicos como Homero e Hesíodo, mas era uma figura comum no folclore dos marinheiros.

## Mitos
Eliano cita duas versões do mito sobre Nérites, que são as seguintes:
Em uma das versões, Nérites teria sido o primeiro amante da deusa Afrodite, ainda antes de ela ser elevada ao Olimpo. Quando chegou a hora de ela se juntar aos deuses olímpicos, ela queria que Nérites a acompanhasse, mas ele recusou, preferindo ficar com sua família no mar. Mesmo o fato de Afrodite lhe prometer um par de asas, isso não o fez mudar de ideia. A deusa desprezada o transformou em uma concha em espiral e deu as asas ao filho Eros.
Na outra versão, Nérites foi amado por Poseidon e respondeu seus sentimentos. Do amor mútuo deles surgiu Anteros (personificação do amor recíproco). Quando Poseidon dirigia a sua carruagem sobre as ondas, as várias criaturas do mar não conseguiam alcançar seus cavalos, apenas Nérites conseguia o acompanhar e diante deles as ondas afundavam e o mar se separava em reverência a Poseidon, pois o deus desejava que seu amante não fosse apenas altamente estimado por outras razões, mas também deveria ser proeminente na natação. Hélio enciumado de sua velocidade transformou Nérites em uma concha. O próprio Eliano supõe que Hélio possa ter desejado as afeições do garoto e ficou ofendido por sua recusa ou pode ser que tenha desejado que ele viajasse entre as constelações em vez de ser contado entre os monstros do mar